# Giorgio Amendola
Giorgio Amendola (ur. 21 listopada 1907 w Rzymie, zm. 5 czerwca 1980 tamże), włoski pisarz, działacz komunistyczny i liberalny demokrata, syn włoskiego antyfaszysty Giovanniego Amendoli, który zmarł w 1926 r. po pobiciu przez faszystowską bojówkę. 